# Венерине мене
Венерине мене или Венерине фазе су варијације светлосног одбљеска са планетине површине, сличне месечевим менама. Први пут их је приметио Галилео Галилеј 1610. уз помоћ свог телескопа. Иако се ти „полу-месечни“ облици могу видети и голим оком не постоји ни један пре-телескопски податак о њима.

## Посматрање
Венерине мене су резултат орбитирања планете око Сунца, унутар Земљине орбите, дајући посматрачу секвенце светла које напредује, слично ономе које се јавља код месечевих мена. Јавља се као „пуна“ када се налази насупрот Сунцу. „Четвртина“ када је на максималној елонгацији од Сунца. Танак срп се јавља када је Венера налази скоро „између“ Земље и Сунца, док је млада мена када се налази тачно између Земље и Сунца. Планетина атмосфера се може видети када је млада, тј уочљив је, телескопом, ореол светла које се рефлектује од Венере. Пун циклус од, младе до пуног и назад до младе траје 584 дана (време потребно Венера претекне Земљу у својој орбити). Планета мења своју привидну величину од 9.9 лучних минута, када је пуна (супериорна конјункција), до максималних 68 лучних минута када је млада (инфериорна конјункција). Венера достиже свој највећи сјај (магнитуду) -4.5 када је њен средњи облик на тачки орбите која је удаљена од Земље 68 милиона километара (комбинација близине и чињенице да је 28% осветљенија).

## Историја
Галилео је направио прва позната посматрање потпуних планетарних мена Венере крајем 1610. (иако их није објавио до 1613. године). Користећи телескоп, Галилео је успео да посматра Венерин пролазак кроз све мене, иако су понекад биле ограничене Птоломејским системом (који никада није дозволио да Венера потпуно засија посматрана са Земље, пошто је то захтевало да се налази са даље стране Сунца, што је било немогуће ако је њена орбита, како је то Птоломејски систем захтевао, налазила између Земље и Сунца). Приметио је да је мало парче нестало са Венериног диска. Након неколико месеци, Венера се појавла у облику „полумесеца“ - другим речима, чинило би се показује исто понашање као фазе Месеца.
Ова посматрања су у потпуности искључила Птоломејски систем, и била су подесна само са Коперниковим и Тикониковим системом, и другим геохелоцентричном системима као што су Капеланов и Рицолијев проширени Капеланов модел.